# Instituto de Estudos Políticos de Saint-Germain-en-Laye
Instituto de Estudos Políticos de Saint-Germain-en-Laye (em francês:  Institut d'Études Politiques de Saint-Germain-en-Laye, ou simplesmente Sciences Po Saint-Germain-en-Laye) é uma instituição pública francesa de ensino superior especializada nas áreas de Ciências Humanas e Sociais. A universidade Sciences Po Saint-Germain-en-Laye é uma grande école e por isso possui um sistema de seleção mais disputado e exigente do que o das demais universidades francesas.

## Diretores da Sciences Po Saint-Germain-en-Laye
- 2013-? : Céline Braconnier